# Uli Edel
Uli Edel (ur. 11 kwietnia 1947 w Neuenburg am Rhein) – niemiecki reżyser, scenarzysta i producent filmowy i telewizyjny.

## Filmografia
- 1971: Der kleine Soldat (film krótkometrażowy)
- 1973: Tommy kehrt zurück
- 1978: Der harte Handel (TV)
- 1978: Das Ding (miniserial TV)
- 1981: My, dzieci z dworca Zoo (Christiane F. - Wir Kinder vom Bahnhof Zoo)
- 1984: Eine Art von Zorn (TV)
- 1989: Piekielny Brooklyn (Last Exit to Brooklyn)
- 1993: Sidła miłości (Body of Evidence, 1993)
- 1994: Confessions of a Sorority Girl (TV)
- 1995: Rasputin (Rasputin: Dark Servant of Destiny, TV)
- 1995: Tyson (TV)
- 1999: Przedsionek piekła (Purgatory, TV)
- 2000: Wampirek (The Little Vampire)
- 2001: Mgły Avalonu (The Mists of Avalon, TV)
- 2002: Król Teksasu (King of Texas, TV)
- 2002: Juliusz Cezar (Julius Caesar, miniserial TV)
- 2003: Wieczne zło (Evil Never Dies, TV)
- 2004: Pierścień Nibelungów (Dark Kingdom: The Dragon King, TV)
- 2008: Baader-Meinhof (Der Baader Meinhof Komplex)
- 2010: Zeiten ändern dich (2010)
- 2013: Das Adlon. Eine Familiensaga (miniserial TV)
- 2014: Houdini (miniserial TV)
- 2015: Wrota zaświatów (Pay the Ghost)
- 2019: Der Club der singenden Metzger
- 2019: Unterm Birnbaum
- 2021: Pałac (serial sześcioodcinkowy)